# Ultra (Depeche Mode-album)
 For alternative betydninger, se Ultra. (Se også artikler, som begynder med Ultra)
Ultra er musikgruppen Depeche Modes niende fuldlængdealbum, som blev udgivet af Mute Records den 14. april 1997.

## Numre
1. Barrel Of A Gun
2. The Love Thieves
3. Home
4. It's No Good
5. Uselink
6. Useless
7. Sister Of Night
8. Jazz Thieves
9. Freestate
10. The Bottom Line
11. Insight
12. Jr. Painkiller